# Чедеголо
Чедеголо је насеље у Италији у округу Бреша, региону Ломбардија.
Према процени из 2011. у насељу је живело 1198 становника. Насеље се налази на надморској висини од 475 м.

## Становништво
Према резултатима пописа становништва 2011. у општини је живело 1.246 становника.
| 1951. | 1961. | 1971. | 1981. | 1991. | 2001. | 2011. |
| ----- | ----- | ----- | ----- | ----- | ----- | ----- |
| 1.751 | 1.765 | 1.730 | 1.496 | 1.334 | 1.261 | 1.246 |